# Algoritmo di Thompson
L'algoritmo di Thompson o algoritmo di costruzione (spesso indicato con (TCA) dall'inglese Thompson's Construction Algorithm) è un algoritmo che deriva un automa a stati finiti non deterministico (NFA) da una qualunque espressione regolare dividendola nelle sue sottoespressioni elementari, che possono essere convertite direttamente per mezzo di un insieme di regole.
L'algoritmo è stato inventato da Ken Thompson.

## Regole
Con {\displaystyle N(e)} rappresentiamo l'NFA equivalente all'espressione regolare e.
L'espressione {\displaystyle e=\varepsilon } è rappresentata da
Un simbolo {\displaystyle a} appartenente a un alfabeto di input è convertito dall'automa
L'espressione ottenuta dall'unione di due sottoespressioni {\displaystyle e=s|t} è convertita da
Lo stato {\displaystyle q} va tramite un' {\displaystyle \varepsilon }-transizione in uno stato iniziale di {\displaystyle N(s)} o {\displaystyle N(t)}. I loro stati finali divengono intermedi e si uniscono per mezzo di {\displaystyle \varepsilon }-transizioni nello stato finale di N(e) chiamato {\displaystyle f}.
L'espressione formata dalla concatenazione di due sottoespressioni {\displaystyle e=st} si converte con
Lo stato iniziale di {\displaystyle N(s)} è lo stato iniziale di N(e). Lo stato finale di  {\displaystyle N(s)} diventa lo stato iniziale di {\displaystyle N(t)}. lo stato finale di {\displaystyle N(t)} è anche lo stato finale di {\displaystyle N(e)}.
La Kleene star di un'espressione {\displaystyle s^{*}} è convertita da
Un' {\displaystyle \varepsilon }-transizione connette lo stato iniziale e finale dell' NFA {\displaystyle N(e)}. Un'altra {\displaystyle \varepsilon }-transizione che va dallo stato finale a quello iniziale di {\displaystyle N(s)} consente la ripetizione dell'espressione {\displaystyle s} come da definizione dell'operatore Kleene star.